# His Kid Sister
His Kid Sister è un cortometraggio muto del 1914 diretto da Ulysses Davis.

## Produzione
Il film fu prodotto dalla Vitagraph Company of America.

## Distribuzione
Distribuito dalla General Film Company, il film - un cortometraggio in una bobina - uscì nelle sale cinematografiche statunitensi il 27 luglio 1914.